# Carlo Ripa di Meana
Carlo Ripa di Meana (Pietrasanta, 15 augustus 1929 – Rome, 2 maart 2018) was een Italiaanse politicus en milieuactivist. Hij was aangesloten bij de groene partij Verdi. In het verleden was hij lid van de Partido Communista Italia (PCI).

## Biografie
Ripa de Meana was een afstammeling van het adellijke geslacht Maena, als de zoon van markies Julius di Meana (1899-1968) en Fulvia Schanzer, dochter van senator Carlo Schanzer. Tussen 1953 en 1956 was Ripa de Meana werkzaam als redacteur bij World Student News in het communistische Tsjecho-Slowakije. In Praag ontmoette hij de latere premier Bettino Craxi. Ripa di Meana was in de jaren zestig werkzaam bij diverse tijdschriften in Italië. In diezelfde periode maakte hij zijn eerste stappen in de Italiaanse politiek. Ripa di Meana was lid van de Regionale Raad van Lombardije. In juli 1979 werd hij tijdens de eerste rechtstreekse verkiezingen gekozen voor het Europees Parlement. Vijf jaar later werd hij benoemd als de Italiaanse afgevaardigde bij de Europese Commissie. Tussen januari 1985 en juni 1992 was Ripa di Meana Eurocommissaris.
Tussen juni 1992 en maart 1993 was Ripa di Meana minister van Milieu in het kabinet van Giuliano Amato. In maart 1993 nam hij ontslag.
 Frans Andriessen ·  Martin Bangemann ·  Leon Brittan ·  António Cardoso e Cunha ·  Henning Christophersen ·  Christiane Scrivener ·  Jacques Delors ·  Jean Dondelinger ·  Ray MacSharry ·  Manuel Marín ·  Abel Matutes ·  Karel Van Miert ·  Bruce Millan ·  Filippo Maria Pandolfi ·  Vasso Papandréou ·  Carlo Ripa di Meana ·   Peter Schmidhuber 

 Frans Andriessen ·  António Cardoso e Cunha ·  Claude Cheysson ·  Henning Christophersen ·  Stanley Clinton Davis ·  Arthur Francis Cockfield ·  Willy De Clercq ·  Jacques Delors ·  Manuel Marín ·  Abel Matutes ·  Nicolas Mosar ·  Karl-Heinz Narjes ·  Lorenzo Natali ·  Alois Pfeiffer* ·  Carlo Ripa di Meana ·   Peter Schmidhuber ·  Peter Sutherland ·  Grigoris Varfis 
  *overleden 